# Тепловик (Південноукраїнськ)
«Теплови́к» — аматорський футбольний клуб з міста Південноукраїнська Миколаївської області. Матчі проводить на стадіоні «Олімп».
У 2009 році команда виступала в Кубку Ліги, де посіла останнє місце в групі, програвши всі ігри і не забивши жодного м'яча.
Відомі гравці: Олексій Багнюк, Олександр Мизенко, Андрій Добрянський, Сергій Собко.

## Склад команди
| № | ПІБ                              | Поз. | Дата народження   | Країна  |
| - | -------------------------------- | ---- | ----------------- | ------- |
|   | Багнюк Олексій Сергійович        | ПЗ   | 18 травня 1979    | Україна |
|   | Бобок Павло Георгійович          | НП   | 13 грудня 1984    | Україна |
|   | Буняк Роман Валентинович         | ЗХ   | 30 червня 1990    | Україна |
|   | Вдовіченков Андрій Олегович      | НП   | 15 жовтня 1986    | Україна |
|   | Добрянський Андрій Миколайович   | ПЗ   | 5 вересня 1972    | Україна |
|   | Єлістратов Дмитро Борисович      | ПЗ   | 5 лютого 1981     | Україна |
|   | Іртишев Андрій Григорович        | ПЗ   | 3 січня 1987      | Україна |
|   | Крикун Олександр Григорович      | ГК   | 6 вересня 1971    | Україна |
|   | Кулебакін Антон Михайлович       | НП   | 24 січня 1985     | Україна |
|   | Макаренко Леонід Анатолійович    | ГК   | 3 листопада 1977  | Україна |
|   | Марченко Роман Павлович          | ЗХ   | 27 січня 1986     | Україна |
|   | Мизенко Олександр Вікторович     | ПЗ   | 18 січня 1972     | Україна |
|   | Моргунов Дмитро Володимирович    | ЗХ   | 16 березня 1986   | Україна |
|   | Моргунов Олександр Володимирович | ПЗ   | 5 серпня 1982     | Україна |
|   | Олянішен Вадим Андрійович        | ПЗ   | 25 квітня 1989    | Україна |
|   | Повознюк Вадим Миколайович       | ЗХ   | 17 листопада 1982 | Україна |
|   | Сапай Максим Вікторович          | ЗХ   | 23 листопада 1984 | Україна |
|   | Симогулов Сергій Сергійович      | ГК   | 16 лютого 1981    | Україна |
|   | Смук Дмитро Андрійович           | ПЗ   | 11 серпня 1985    | Україна |
|   | Халаїм Володимир Віталійович     | ЗХ   | 21 січня 1990     | Україна |
|   | Юрлов Антон Борисович            | НП   | 18 серпня 1985    | Україна |
|   | Яровий Вадим Геннадійович        | ПЗ   | 27 серпня 1978    | Україна |